# Tephritomyia xiphias
Tephritomyia xiphias är en tvåvingeart som först beskrevs av Mario Bezzi 1924.  Tephritomyia xiphias ingår i släktet Tephritomyia och familjen borrflugor. Inga underarter finns listade i Catalogue of Life.